# 진행 표시줄

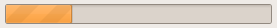
진행 표시줄의 예

진행 표시줄은 파일을 내려 받거나 전송하는 등의 작업이 얼마큼 진행되었는지 알려 주는 그래픽 사용자 인터페이스의 구성 요소이다. 퍼센트 단위의 문자열로 표시되기도 한다.
최근에 개발된 진행 표시줄로 예측하지 못하는 진행 표시줄이 있다. 이 작업 표시줄의 경우 작업이 얼마큼 진전되었는지 알 수 없거나 퍼센트 단위로 표현되지 않는다. 이 표시줄은 단순히 진행 상태만을 알려 주는 움직임이나 인디케이터로 표시된다.

## 같이 보기
- 그래픽 사용자 인터페이스
- GUI 위젯